# Ehrenhain (Nobitz)
Ehrenhain ist ein Ortsteil der ostthüringischen Gemeinde Nobitz im Altenburger Land an der Bundesstraße 180. Die ehemals eigenständige Gemeinde Ehrenhain mit ihren Ortsteilen Dippelsdorf, Nirkendorf und Oberarnsdorf wurde 1994 im Zuge der Gemeindegebietsreform nach Nobitz eingemeindet.

## Geografie
Ehrenhain ist im landwirtschaftlich geprägten Altenburg-Zeitzer Lößhügelland als Ausläufer der Leipziger Tieflandsbucht und des Erzgebirgsvorlandes gelegen. Das Gewässer Spannerbach durchfließt den Ort. Nachbarorte sind im Nordwesten beginnend Dippelsdorf, Klausa und Garbus sowie im Osten der Ort Nirkendorf als Ortsteile von Nobitz, im Südosten Niederarnsdorf als Ortsteil von Ziegelheim, im Süden Oberarnsdorf und Großmecka als Ortsteile von Nobitz und im Westen die beiden Altenburger Ortsteile Mockzig und Zschaiga.
Zu Ehrenhain gehört der ehemalige Ort Heiersdorf, der mit dem Hauptort verschmolz und 1923 eingemeindet wurde, das südlich angrenzende Gewerbegebiet Am Thomelt-Grund sowie die sich anschließende Thomas-Müntzer-Siedlung, in der sich die ehemalige Gaststätte Schellzehne befindet.

## Geschichte
Der Ort ist höchstwahrscheinlich eine deutsche Randsiedlung im damaligen dicht bewaldeten Pleißenland, wohingegen das Altenburger Land nun der waldärmste Landkreis Thüringens und stark agrarisch geprägt ist. Im Jahre 1279 erfolgt mit Siegfried von Hagen die erste urkundliche Erwähnung der mittelalterlichen Wasserburg. Der Ortsname wird 1374 als Fuchshayn genannt und 1708 in Ehrenhain umbenannt.
Im Jahre 1525 gehörte das hiesige Schloss offenbar den Herren von Ende, denn der aus Ponitz vertriebene, gefolterte und verstümmelte Küster Georg Droßdorf bat den sächsischen Kurfürsten Johann den Beständigen um seine Hilfe, hier bei den Herren von Ende eine Anstellung zu erhalten: „Ich bitte E. Kfl. G., mir Geleit und Schutz zu geben und mich an die vom Ende umb den dinst zum Fuchshayn oder zu Kybaw [Gieba bei Altenburg] zu verschreyben...“.
Aus der Wasserburg entstand eines der größten Rittergüter im Herzogtum Sachsen-Altenburg mit vielen Ländereien, so zumindest heißt es in einer Urkunde aus dem Jahre 1886.
Ehrenhain gehörte zum wettinischen Amt Altenburg, welches ab dem 16. Jahrhundert aufgrund mehrerer Teilungen im Lauf seines Bestehens unter der Hoheit folgender Ernestinischer Herzogtümer stand: Herzogtum Sachsen (1554 bis 1572), Herzogtum Sachsen-Weimar (1572 bis 1603), Herzogtum Sachsen-Altenburg (1603 bis 1672), Herzogtum Sachsen-Gotha-Altenburg (1672 bis 1826). Bei der Neuordnung der Ernestinischen Herzogtümer im Jahr 1826 kam der Ort wiederum zum Herzogtum Sachsen-Altenburg.
Nach der Verwaltungsreform im Herzogtum gehörte er bezüglich der Verwaltung zum Ostkreis (bis 1900) bzw. zum Landratsamt Altenburg (ab 1900). Das Dorf gehörte ab 1918 zum Freistaat Sachsen-Altenburg, der 1920 im Land Thüringen aufging. 1922 kam es zum Landkreis Altenburg.
Im 20. Jahrhundert wurden folgende Orte nach Ehrenhain eingemeindet: Heiersdorf (1923), Nirkendorf und Zschaiga (1. Juli 1950, Umgliederung von Zschaiga nach Mockzig am 1. Januar 1963), Oberarnsdorf (1. August 1963) und Dippelsdorf (1. Januar 1973).
Bei der zweiten Kreisreform in der DDR wurden 1952 die bestehenden Länder aufgelöst und die Landkreise neu zugeschnitten. Somit kam die Gemeinde Ehrenhain mit dem Kreis Altenburg an den Bezirk Leipzig, der seit 1990 als Landkreis Altenburg zu Thüringen gehörte und 1994 im Landkreis Altenburger Land aufging. Am 8. März 1994 erfolgte die Eingemeindung von Ehrenhain und seiner Ortsteile in die Gemeinde Nobitz. Seitdem gelten Oberarnsdorf, Dippelsdorf und Nirkendorf als eigenständige Ortsteile von Nobitz, einzig Heiersdorf gehört zum Ortsteil Ehrenhain.

## Kirche
In Ehrenhain steht eine gotische Dorfkirche.

## Industrie und Verkehr

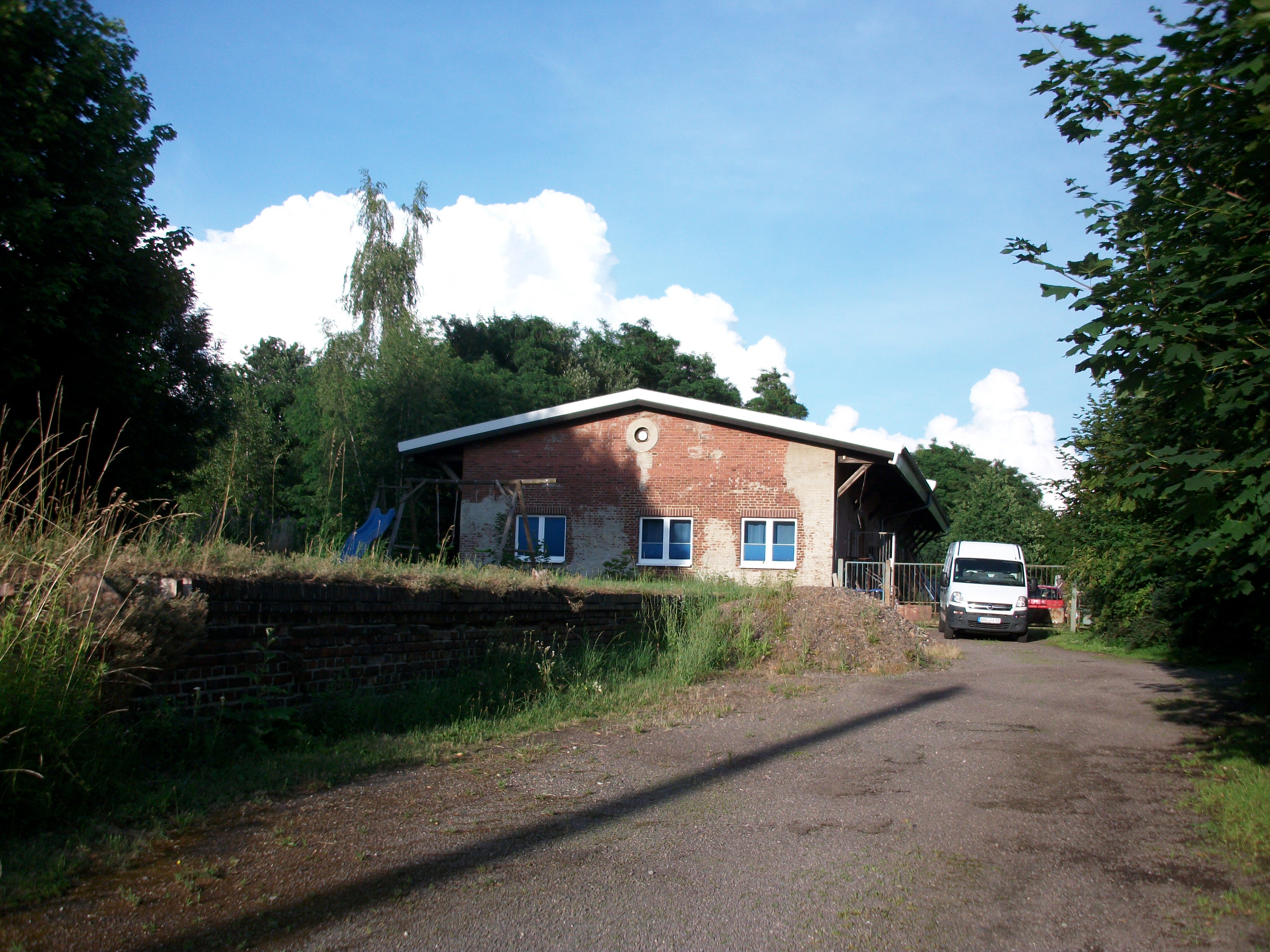
Ehemaliger Haltepunkt Ehrenhain, Güterschuppen (2017)

Die Bundesstraße 180 durchzieht den Ort komplett. Die nächstgelegene Anschlussstelle der Bundesautobahn 4 ist Glauchau-Ost in einer Entfernung von 15 km. Der Flughafen Leipzig-Altenburg befindet sich 4 km nördlich.
Des Weiteren besitzt Ehrenhain ein großes Gewerbegebiet mit kleinen und mittelständischen Unternehmen. Zudem siedelte sich 1990 Neoplan an, welches bis 2014 Sitz von Göppel Bus war. Nach der Insolvenz des seit 1923 bestehenden Ehrenhainer Traditionsunternehmens siedelte sich auf einem Teil des Werkes die Gößnitzer Stahlrohrmöbel GmbH an.
Zwischen 1901 und 1995 hatte der Ort einen Haltepunkt an der Bahnstrecke Altenburg–Langenleuba-Oberhain.

## Sport
Das Dorf besitzt mit dem SV 1879 Ehrenhain e. V. einen eigenen Fußballverein, der seit der Saison 2025/26 in der Landesklasse spielt. Von 2013 bis 2021 spielte der Verein in der Thüringenliga, der höchsten Spielklasse Thüringens. Zu dieser Zeit war er nach Ligazugehörigkeit der zweitgrößte Verein des Altenburger Landes hinter dem Regionalligisten ZFC Meuselwitz.

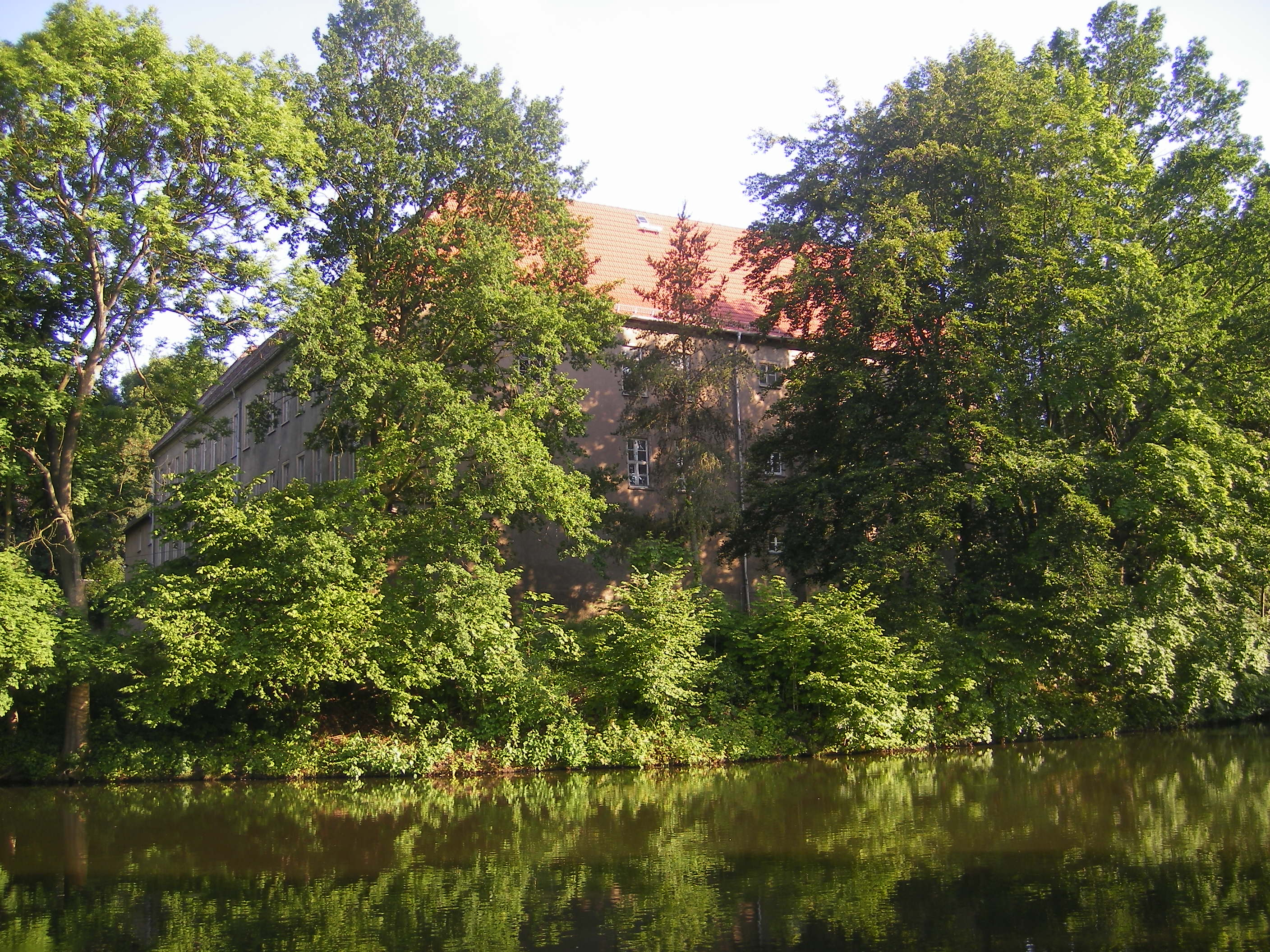
Schloss Ehrenhain mit Park und Teich
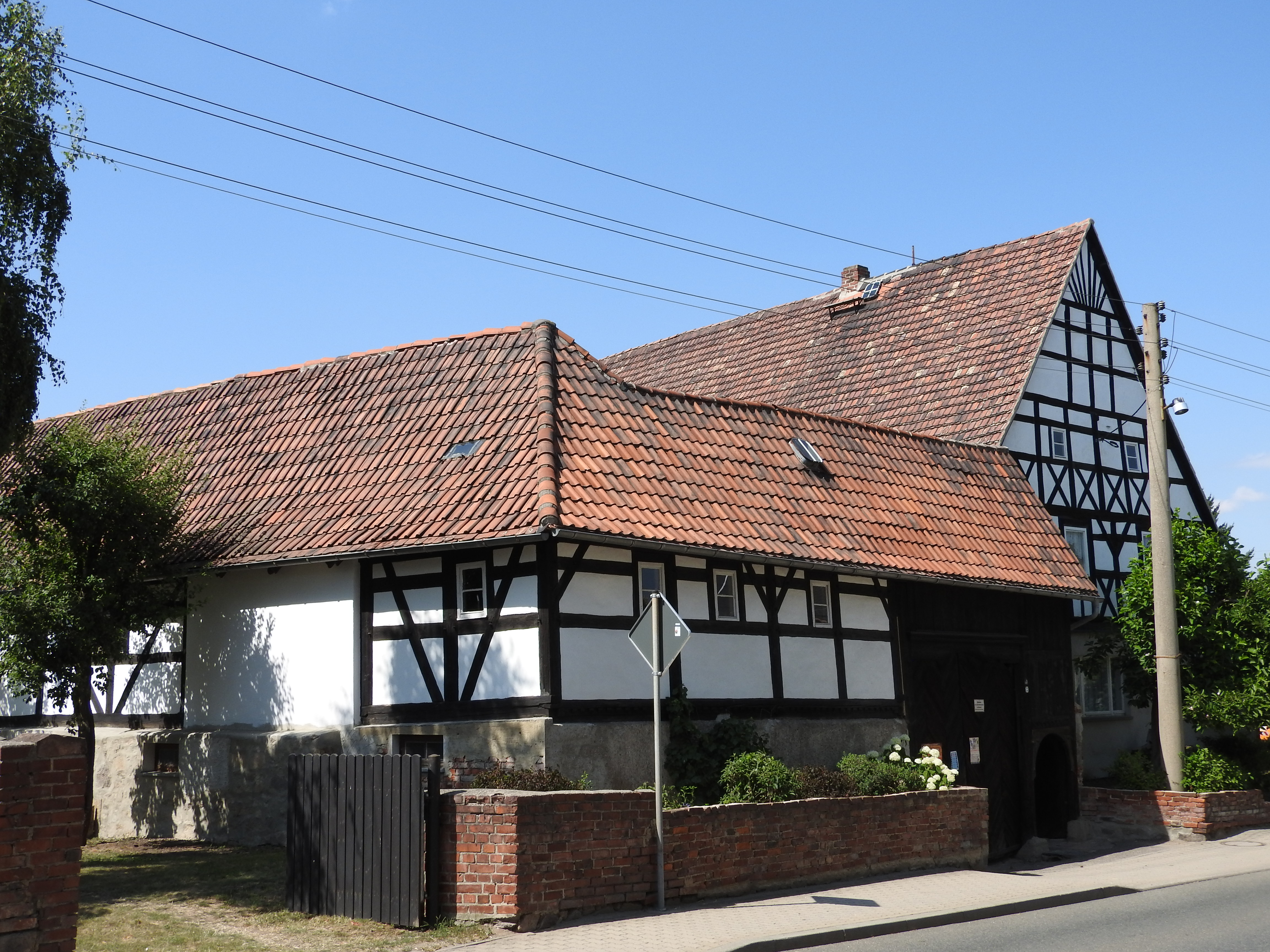
Vierseithof von 1649

## Persönlichkeiten
- Hermann Kluge (1832–1914), Gymnasialprofessor für Religion, Bibliothekar und Literaturhistoriker
- Kurt Arthur Pester (1908–1945), deutscher Widerstandskämpfer
- Joachim Krause (* 1946), deutscher Chemiker, Theologe und Schriftsteller